# Jack Frost (postać folklorystyczna)

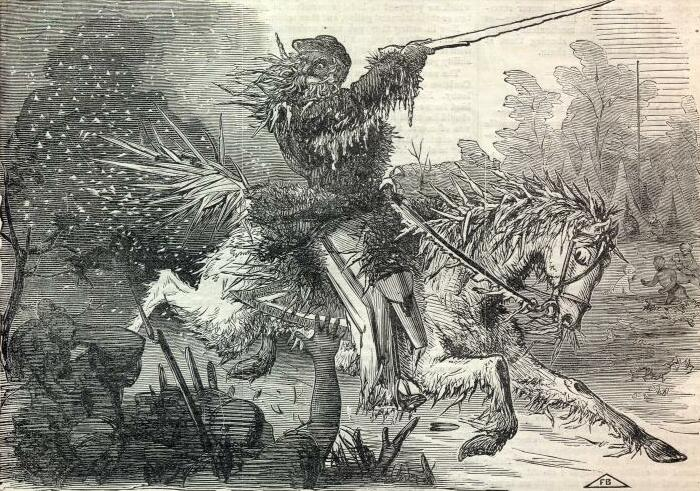
XIX-wieczny rysunek przedstawiający Jacka Frosta jako amerykańskiego generała podczas wojny secesyjnej

Jack Frost (również Królewicz Mróz) – chochlik występujący w folklorze angielskim, będący uosobieniem zimy. Odpowiada za mroźną pogodę, barwienie liści jesienią, szczypiący mróz oraz kryształowe wzorki zostawiane zimą na oknach. Wywodzi się prawdopodobnie z podań anglosaskich i norweskich, gdzie znany jest jako Jokul Frosti.
Chociaż nie ma on żadnego związku z chrześcijaństwem, to czasami pojawia się we współczesnych bożonarodzeniowych widowiskach, gdzie zwykle występuje jako członek świty Świętego Mikołaja. Jego postać pojawia się też czasami w literaturze, filmach, programach telewizyjnych, piosenkach i grach wideo.

## Pochodzenie i podobieństwa
Zwolennicy germańskich korzeni Jacka Frosta twierdzą, że w języku angielskim jego imię wzięło się od norweskich nazw Jokul (sopel lodu) i Frosti (mróz). Inni widzą w nim raczej postać, którą do anglosaskiej kultury zapożyczono z rosyjskiej bajki Morozko. W fińskim eposie Kalevala, Jack Frost pojawia się jako syn Podmuchu, „Pakkanen Puhurin Poika”. Inne rosyjskie baśnie przedstawiają mróz w postaci Ojca Mroza, kowala, który łączy wodę i ziemię ciężkimi łańcuchami.

## Jack Frost w popkulturze

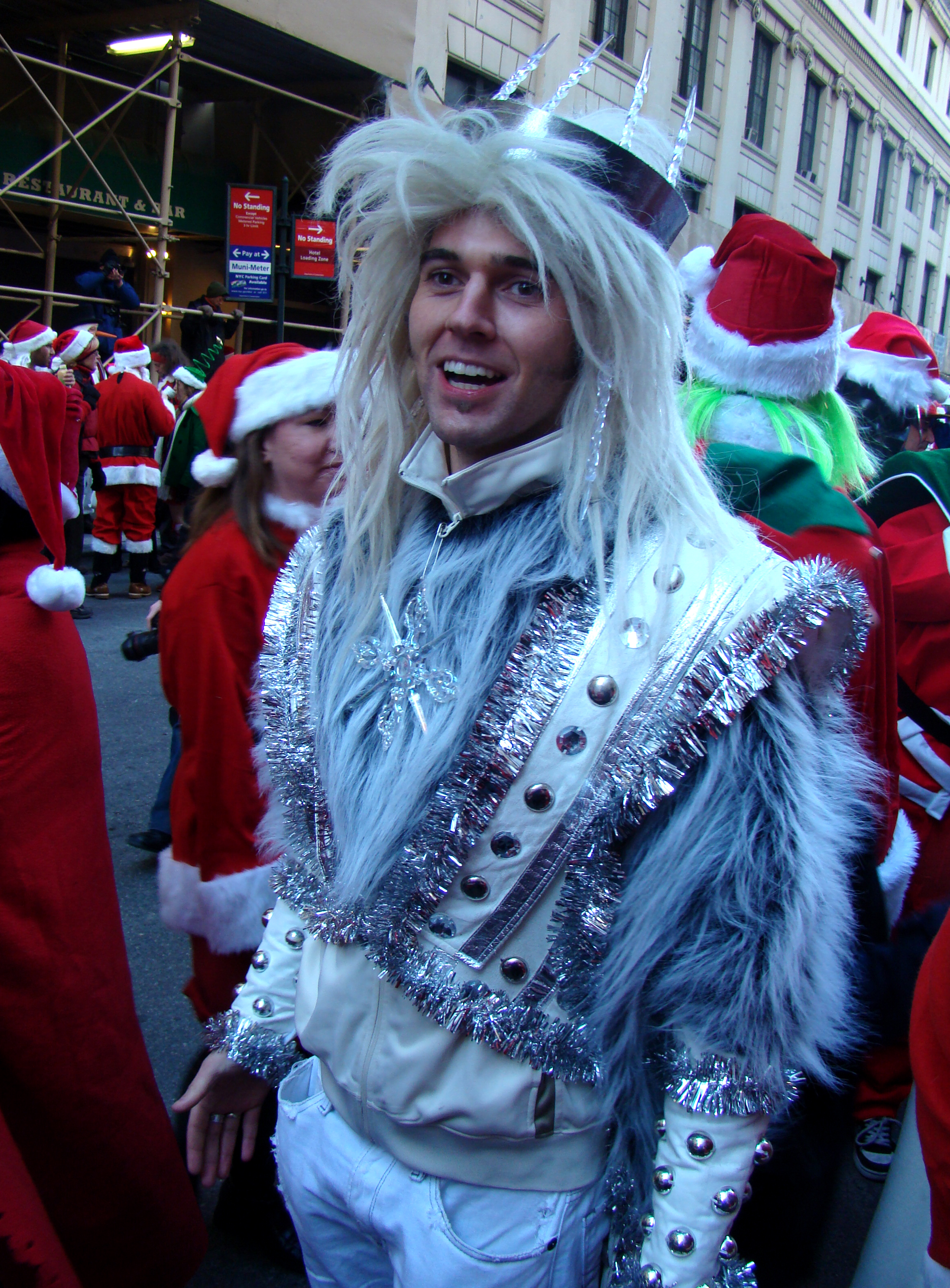
Współczesna wizja Jacka Frosta

### Literatura
- W książce L. Franka Bauma, The Life and Adventures of Santa Claus, Jack Frost jest psotnym synem Króla Mrozu, który czerpie przyjemność ze szczypania w nos i uszy kolejnych osób.
- W latach 40. XX w. Jack Frost pojawił się jako superbohater na łamach wydawnictwa Timely Comics (obecnie Marvel Comics).
- Jack Frost pojawia się w wierszu First Death in Nova Scotia E. Bishopa.
- W książkach Kosiarz i Wiedźmikołaj Terry'ego Pratchetta jest jednym z drugoplanowych bohaterów.
- Jako główny bohater występuje w powieści Jill Chill and the Baron of Glacier Mountain Eda McCraya
- Jest także główną postacią w trylogii The Veil Christophera Goldena.

### Filmy
- W 1934 r. Ub Iwerks nakręcił krótkometrażową animację Jack Frost w ramach serii ComiColor Cartoon, gdzie tytułowy bohater jest zwiastunem mroźnej zimy[3]
- W 1964 r. nakręcono w Rosji film pod tytułem Morozko (rosyjski odpowiednik Jacka Frosta).
- W USA powstały trzy filmy, w nazwie których znajduje się imię Jacka: 
  - Jack Frost (1996) – seryjny zabójca zamienia się w śniegowego bałwana, po czym nadal sieje zniszczenie. W 2000 r. powstała jego kontynuacja, Jack Frost 2: Zemsta zmutowanego zabójczego bałwana.
  - Jack Frost (1998) – Michael Keaton gra człowieka o tytułowym imieniu, który w Wigilię Bożego Narodzenia ginie w wypadku samochodowym. Rok później powraca jako śniegowy bałwan, by nadrobić stracony czas ze swoim synem.
- W 2006 r. Martin Short zagrał Jacka Frosta filmie Śnięty Mikołaj 3: Uciekający Mikołaj. W tej wersji podstępny Jack usiłuje przejąć posadę Świętego Mikołaja.
- W 2012 r. na ekrany kin weszła animacja studia DreamWorks Strażnicy marzeń, w której jednym z głównych bohaterów jest Jack Frost, nastoletni chłopak o niepokornym i krnąbrnym charakterze.

### Gry i piosenki
- Jack Frost pojawia się jako czarny charakter w komputerowej grze AdventureQuest.
- Metalowy zespół Saint Vitus nagrał utwór zatytułowany Jack Frost.
- Grupa Jethro Tull wydała bożonarodzeniową piosenkę Jack Frost and the Hooded Crow.
- Jack Frost pojawia się jako bałwan śniegowy w grze MMORPG Granado Espada.
- Jego postać występuje także w grach City of Villains i Guild Wars.
- W 2008 r. Jack Frost pojawił się w grze RuneScape jako opryskliwy nastolatek, syn Świętego Mikołaja i Królowej Śniegu.
- Jack Frost pojawia się jako demon w serii gier Shin Megami Tensei
- Jack Frost występuje też jako jedna z postaci jakimi posługuje się główny bohater gry pt."Persona".

### Pseudonimy
- Bob Dylan użył imienia Jack Frost jako pseudonimu, kiedy jako producent wydał swoje albumy Love and Theft (2001), Modern Times (2006), Together Through Life (2009) i Christmas in the Heart (2009).
- Jack Rosenberg (później znany jako Werner Erhard) używał przezwiska Jack Frost, kiedy w latach 50. sprzedawał samochody w Filadelfii.
- Pseudonimu Jack Frost używa Jack Dempsey, gitarzysta grupy Seven Witches.